# أوستين كار
أوستين كار (29 سبتمبر 1898 - 20 ديسمبر 1946) (بالإنجليزية: Austin Carr)‏ هو لاعب كريكت بريطاني (وحمل سابقاً جنسية المملكة المتحدة لبريطانيا العظمى وأيرلندا).

## وصلات خارجية
- أوستين كار على موقع إي آس بي آن كريك إنفو (الإنجليزية)